# Adventure Galley

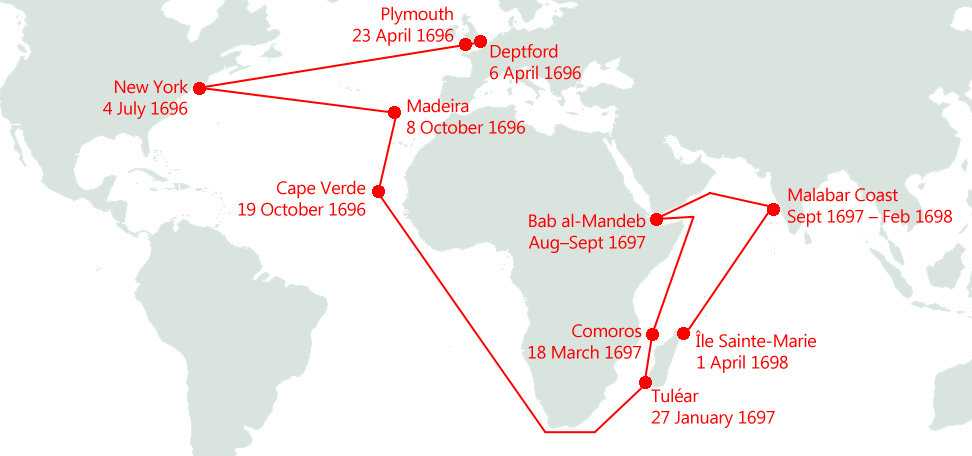
Adventure Galleys rutt.

Adventure Galley var ett tremastat fartyg som var piraten Kapten Kidds flaggskepp. Den 287 ton tunga Adventure Galley hade 23 par åror och 34 kanoner ombord och en besättning på omkring 150 man. Hon sjönk vid ön Île Sainte-Marie, tidigare piratbas utanför Madagaskars nordöstra kust. Hon rensades och sattes i brand. Resterna av skeppet finns fortfarande kvar på grunt vatten utanför ön. 2015 bärgades en blytacka på platsen som felaktigt påstods vara en del av kapten Kidds silverskatt.